# Cb144
O Concurso Brasileiro de 2008 ou CB144 consagrou-se, no ano de 2008, como o maior conteste de radioamador na banda dos 2 metros (VHF) do Brasil. Realizado anualmente no mês de junho, o concurso é disputado por inúmeras estações da América Do Sul, podendo ser disputado em várias modalidades. As modalidades são, operador único SSB e CW (telegrafia), operador único FM, multioperadores SSB e CW telegrafia ou multioperadores FM.